# アン女王戦争
アン女王戦争（アンじょおうせんそう、英語: Queen Anne's War、1702年 - 1713年）は、欧州のスペイン継承戦争に呼応して北米大陸において起こった、フランス王国（以下フランス）とイングランド王国（後にグレートブリテン王国、以下イギリスで統一）との間の戦争であり、一連の北米植民地戦争においては2度目の戦争である。名称は当時イギリスを統治していたアン女王の名にちなむ。それぞれの国と同盟を結んでいた多数のアメリカ州の先住民族および、フランス王国の同盟国であったスペイン帝国（以下スペイン）も戦争に加わった。別称に第三次インディアン戦争（英: Third Indian War）があり、またフランス語では第二次植民地間戦争（仏: Deuxième Guerre intercoloniale）と呼ばれる。
アン女王戦争は3つの局面から成っている。
1. スペイン領フロリダとイギリス領カロライナ植民地はお互いに攻撃し合い、1702年、イギリス軍はスペイン領フロリダのサン・アグスティンを攻囲した。この戦争の本質は両勢力と同盟したインディアン部族同士の代理戦争であり、イギリス軍はモービルを拠点とするフランス軍と交戦した。このアメリカ南部の戦争では大きな領土の変化はなかったが、現在のジョージア州南部を含んだスペイン領フロリダにおけるインディアンの人口のほとんどが駆逐され、この地域でのスペインの宣教活動（英語版）のネットワークが破壊されるほどの影響があった。
2. イギリス領ニューイングランド植民地は、アカディアおよびカナダ（英語版）を拠点とするフランスおよびインディアン同盟軍と交戦した。イギリス軍は幾度となくケベック・シティーを標的とした遠征を行うも、成功しなかった。フランスおよびワベナキ連邦（英語版）はニューイングランドがフランスの定めたケネベック川という境界を越えてアカディアへ拡張するのを止めるため[4]にカナダからニューイングランドに侵入し、現在のメイン州を含むマサチューセッツ湾直轄植民地を標的とした襲撃を行った。この襲撃の中で最も有名なものに1704年のディアフィールド奇襲があり、この襲撃によってマサチューセッツ州のディアフィールドを占領した。しかし、1710年にニューイングランドから海路カナダ東部に侵攻したイギリス軍は、ポートロワイヤルの戦いに勝利してアカディアの首都ポール＝ロワイヤル（英語版）を陥落させた。
3. イギリスはニューファンドランド島のセントジョンズを拠点とし、島の支配を巡ってプレゾンス（英語版）を拠点とするフランスと争った。争いのほとんどは、相手側の入植者に対する経済破壊活動によって行われた。1709年、フランス軍はセントジョンズを占領したが、イギリス軍はフランスがそれを放棄した後、即座に再占領した。

1712年に停戦協定が結ばれ、1713年のユトレヒト条約が締結されてアン女王戦争は終結した。この条約でイギリスはアカディア、ニューファンドランド島とハドソン湾地域をフランスからの譲渡により獲得し、他方フランスはケープ・ブレトン島を含むセントローレンス湾の島々を維持した。一部の条件は曖昧であり、多くのインディアン部族に対する対応はこの条約に含まれておらず、将来の紛争の要因となった。

## 背景
1700年11月にスペイン王カルロス2世が死去し、その後、次の王位を巡って1701年にスペイン継承戦争が勃発した。戦争初期はヨーロッパの少数の大国間の争いに留まっていたが、1702年5月、イギリスがスペインとフランスに宣戦布告したことによって戦争は拡大した。北アメリカでの戦闘はこれらの大国の植民地を隔てていた境界地方に沿って起こり、これまでに蓄積されてきた互いの軋轢によってさらに拍車がかけられた。この不協和音は、イギリス植民地の中でも南西部のカロライナ植民地や北部のマサチューセッツ湾直轄植民地およびニューファンドランド島（当時のニューファンドランド島は、ハドソン湾で行われる貿易や新たな植民地への入植を行うための前線基地であった）のような、北部および南西部の境界地方沿いにおいて最も顕著であった。
イギリス植民地の当時の推定総人口は25万人であり、中でもバージニア植民地およびニューイングランドの支配地域が大半を占めた。これらの植民地の人口は沿岸部に集中しており内陸部の入植地は小さかったものの、時にはアパラチア山脈にまで到達していた。大部分のヨーロッパ人の入植者たちは、アパラチア山脈の西側や五大湖の南側などの大陸の内陸部についてごくわずかな知識しか有していなかった。これらの地域は現地の部族によって支配されていたが、イギリスとフランスの商人たちはこの地域に侵入した。スペイン領フロリダの宣教師たちは宣教活動のためのネットワークを確立し、多くの現地住民たちを制圧してカトリックに転向させた。スペイン人の人口はおよそ1,500人と比較的少ないものの、彼らが宣教したインディアンの人口は20,000人と推定されている。1699年、フランス人の探検家はミシシッピ川の河口を見つけ、その付近のモールパ砦（現在のミシシッピ州ビロクシの近く）に小さな植民地を確立した。その後、彼らは内陸部に向けて通商路を確立し始め、イギリスと同盟を結んでいたチカソー族の天敵であった大部族チョクトー族との友好関係を築いていった。これらの先住民たちの全ては、初期の探検隊や商人たちによってもたらされた、天然痘のようなユーラシア大陸由来の伝染病に苦しめられた。

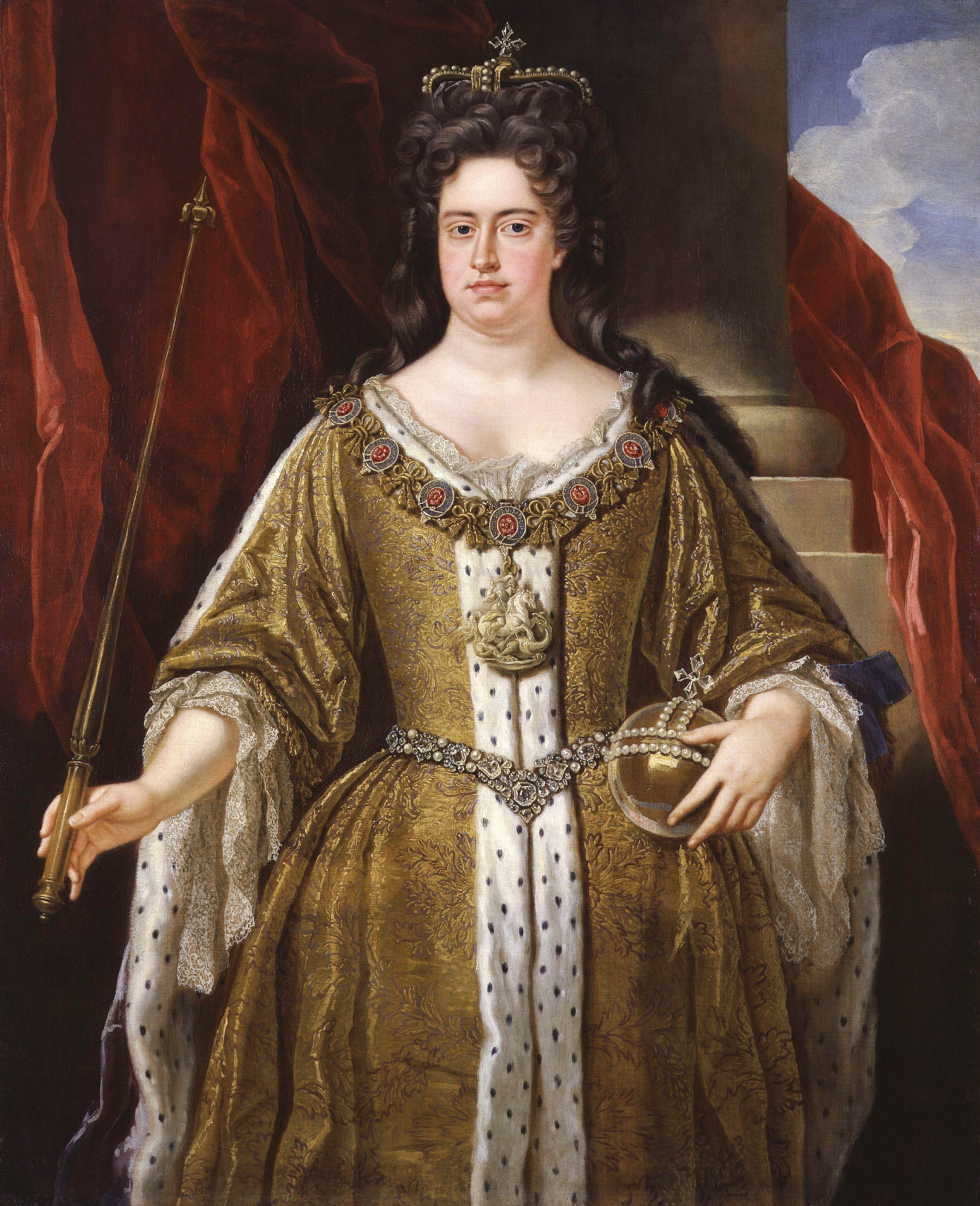
アン女王はその治世中、アン女王戦争での紛争に悩まされた。

フランス人のアメリカ大陸南部への到達は、カロライナ植民地が確立していた既存の内陸部との通商およびスペインの領有権の主張を脅かし、3つの大国間の緊張を引き起こした。フランスおよびスペインとその同盟国（アウクスブルク同盟）は、終結したばかりであった大同盟戦争において対立していた当事国であった。サバンナ川南部の沿岸部におけるカロライナ植民地とスペイン領フロリダの相反する領有権の主張は、ローマ・カトリックのスペインとプロテスタントのイギリスという宗教的な対立も相まって憎しみに覆われた。
北部での対立は領土問題に加えて強い経済的な要素を持っていた。ニューファンドランド島は、セントジョンズを拠点とするイギリス側とプレゾンスを拠点とするフランス側に分かれており、両者ともにいくつかの小さな常設の入植地を有していた。この島には、ヨーロッパからの漁師によって利用される、多くの季節的な入植地も存在していた。これらの入植地に永住していた移民はイギリス人が2,000人足らず、フランス人も1,000人足らずであったが、より多くの季節的な訪問者がいた。彼ら入植者たちは、グランドバンクの漁場を巡ってお互いに争っており、現在のニューブランズウィック州およびノバスコシア州全体を含むアカディアや、現在のメイン州を含むマサチューセッツ湾直轄植民地からの漁師もまた、グランドバンクの漁場を利用していた。
ヌーベルフランスとマサチューセッツ湾直轄植民地との間の国境線もまた不明確であった。すでにそれは大同盟戦争に付随したウィリアム王戦争において対立状態にあり、現在のメイン州キャスティーンの近くに位置するペノブスコット湾のフランス人入植地において、ペノブスコットとケベック川の領土について争われていた。セントローレンス川、マサチューセッツの主に沿岸部の入植地およびニューヨークの間の境界地方は、いまだ主にアベナキ族やイロコイ連邦のような現地住民に支配されており、以前の紛争においてイギリスおよびフランス双方が襲撃のための遠征に使用していたハドソン川とシャンプレーン湖を繋ぐ回廊もまた、同様に現地住民の支配下にあった。インディアンの脅威は疫病と先の戦争による人口減によっていくぶんか緩和されていたが、彼らは依然として入植地域外の有力な脅威と見られていた。
ルパート・ランドとして知られるハドソン湾領域では、アン女王戦争の間においてほとんど戦闘が発生しなかった。1680年代に始まるイギリスとフランスの会社間の競争による多くの争いの場面はあったものの、1697年のレイスウェイク条約によってハドソン湾はただ一つの駐留所を除きフランスの管理下に置かれた。1709年、その唯一の駐留所であったオンタリオ州のフォートオールバニがフランスに攻撃されたフォートオールバニの戦いが唯一の重要な出来事である。ハドソン湾会社はレイスウェイク条約によってその領域が返還されなかったことに不満を抱いており、アン女王戦争後の戦後交渉によってその領域の返還を求めるロビー活動を成功させた。

## 軍事技術と組織

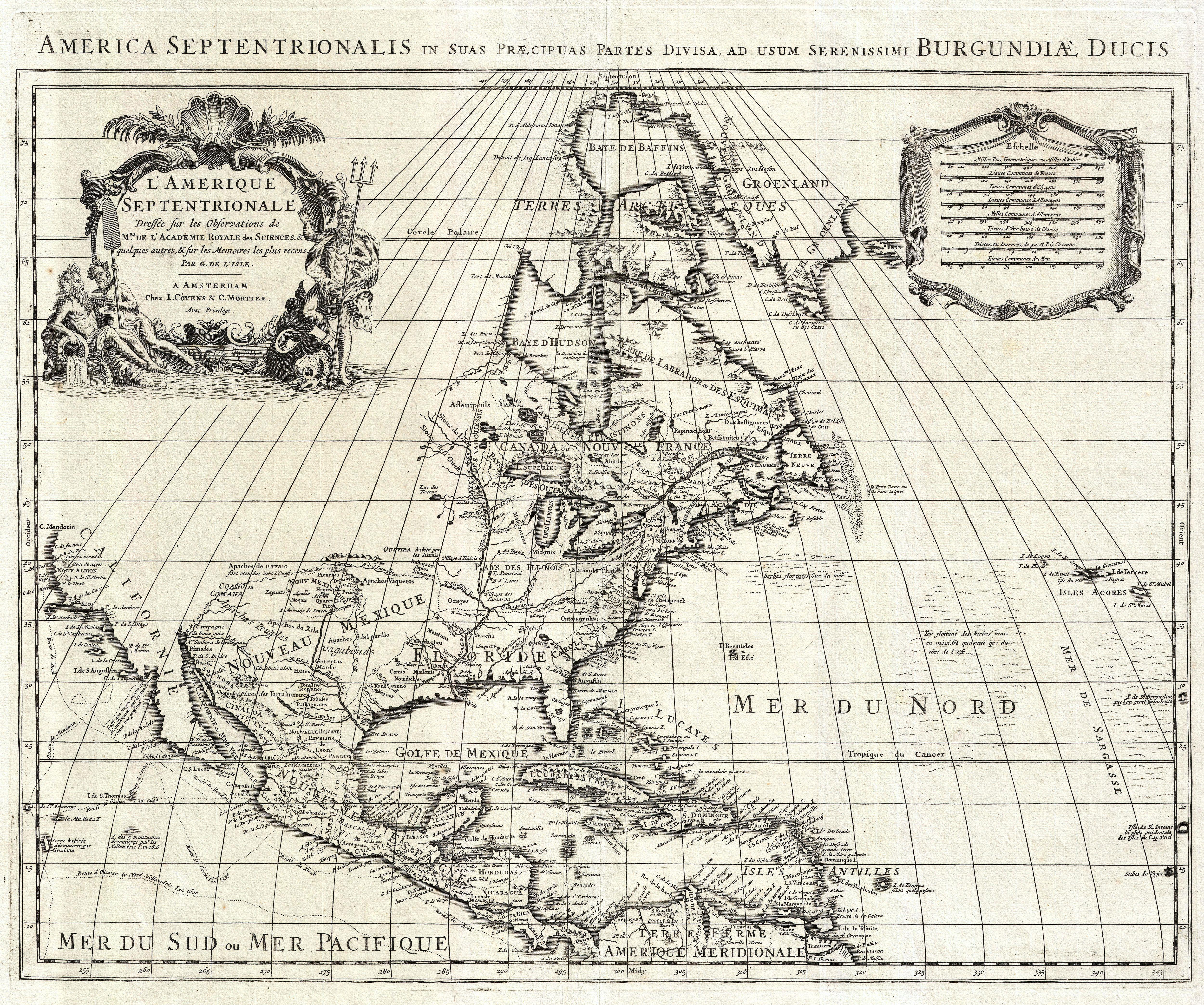
1700年に作成され、1708年に再出版されたギヨーム・ドリールによる北アメリカ地図

北アメリカで用いられた軍事技術は、ヨーロッパと同程度には発達していなかった。アン女王戦争が始まった時点では、セントオーガスティン、ボストン、ケベック・シティーおよびセントジョーンズなどのほんのわずかの入植地が石造りの要塞を有しているにすぎず、ポート・ロワイヤルの砦は戦争初期に完成した。いくつかの境界地域の村は木の柵で守られていたが、多くは守備者が銃を撃つため銃眼がある程度でほとんど防備が固められていない木の家であり、下から侵入しようとする攻撃者に対して上から発砲するために2階が張り出した構造となっていた。ヨーロッパ人は最大射程がおよそ91メートル（100ヤード）の滑腔式のマスケット銃で武装していたが、最大射程の半分の距離を越えるとその命中精度は不確実だった。一部の入植者はまたパイクを運び込んでおり、一方でインディアンの戦士はヨーロッパ人から供給された武器もしくは、トマホークや弓矢のようなもっと原始的な武器で武装していた。一部の入植者は、カノン砲や他の種類の大砲を操作するための訓練を行っていた。これらは、重要な石や木の防衛施設を攻撃することができる、唯一の効果的な武器であった。
イギリス人の入植者は通常民兵隊として組織され、ニューファンドランドのいくつかの小さなコミュニティの範囲を超えての組織だった軍事プレゼンスは有していなかった。フランス人の入植者も民兵として組織されたが、彼らはラ・マリーン植民地軍と呼ばれる常設の守備隊を有していた。この軍隊は一部の経験豊富な士官によって構成されており、フランス本国から送られてくる新人が配属されていた。その人員は500人から1,200人を数え、主要な人口集中地を中心にヌーベルフランスの隅々にまで配置されていた。スペイン領フロリダは、数百の正規軍によって守られていた。スペインは彼らの領土内でインディアンを制圧し、彼らに武器を提供しない方針だった。この方針は破壊的な結果をもたらし、戦前フロリダは8,000人のインディアン人口を抱えていたが、戦争初期のイギリスの襲撃によってその人口は200人にまで減少した。

## 経過

### フロリダおよびカロライナ

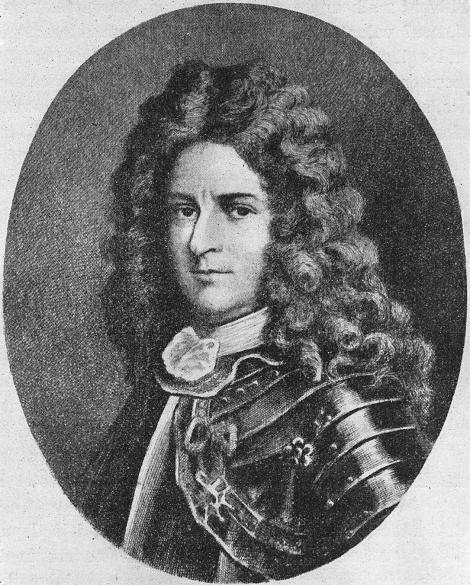
ピエール・ル・モワン・ディベルヴィユはフランスのアメリカ南部におけるミシシッピ川と貿易の支配への努力に貢献した。

18世紀の変わり目におけるイギリスおよびフランスの有力な入植者たちは、ミシシッピ川が将来の発展と貿易に重要な役割を有していることを理解しており、各々の先進的な先見の明によって他者の活動を妨害する計画が立てられた。フランス系カナダ人の探検家ピエール・ル・モワン・ディベルヴィユは先の戦争での被害に対して、「キャロライン計画」（仏: Project sur la Caroline）と呼ばれる、ミシシッピ川流域で現地住民との関係を築き、その関係を活用してイギリス人を大陸から締め出すかその活動領域を沿岸地域に制限する計画を展開した。この壮大な戦略の遂行において彼は、1670年にロベール＝カブリエ・ド・ラ・サールによって初めて発見されたミシシッピ川の河口を再発見し、1699年にモールパ砦を確立させた。この拠点と、1702年に創立したモービルから、彼は現地のチョクトー族、チカソー族、ナチェズ族およびその他の部族との関係を築き始めた。
カロライナ植民地からのイギリス人商人と探検家は植民地が1670年に創立されて以降、ミシシッピ川流域に広がったアメリカの南東地域全体において相当の通商網を既に確立していた。フロリダにいたスペイン人に対してほとんど配慮していなかったそのリーダーは、沿岸地域にフランスが到着することによってもたらされる脅威を理解していた。1700年に死亡するまでの間カロライナ植民地の知事であったジョセフ・ブレイクと、1702年にジョセフの後を継いだジェームズ・ムーアの両者は、フランスおよびスペインの利益を犠牲にして南方および西方に拡大する展望を表明した。
ヨーロッパで戦争が起こる前の1702年1月、ディベルヴィユはスペインに接近してアパラチー族を武装させてイギリスとその同盟部族に襲撃させるべきと勧告した。スペインは、8月にペンサコーラを出発してカロライナ辺境の集散地へと向かったフランシスコ・ロモ・デ・ウリサ（Francisco Romo de Uriza）の下で遠征を計画した。イギリスは遠征隊についての事前警告を受けてフリント川の水源において守備隊を組織し、フリント川の戦いにおいて少なくとも500人のスペイン人が主導するインディアンが殺されるか捕らえられた。
正式な交戦通知が届いたとき、ムーアはスペイン領フロリダに対して軍を組織し、指揮した。1702年のセントオーガスティン包囲戦において、500人のイギリス人兵士および民兵は300人のインディアンと共にセントオーガスティンの町を占領し、焼き払った。その後、イギリス軍は主要な要塞を奪取することができず、キューバのハバナから送られたスペイン艦隊が到着した際に撤退した。1706年、カロライナ植民地はハバナから送られてきたスペインおよびフランス混成の水陸両用部隊によるチャールズ・タウンへの攻撃（チャールズ・タウン遠征）の撃退に成功した。
アパラチー族とスペイン領フロリダのティムクア族は、1704年のアパラチー虐殺として知られるようになった、ムーアによる遠征隊の襲撃によって実質的に絶滅した。この襲撃の生き残りのほとんどはサバンナ川へと移住し、彼らの領域はその保留地に制限された。多くのインディアン軍からの襲撃にはしばしば少数の白人が含まれており、それはイギリス人が主導した1707年のペンサコーラ包囲戦および1709年のモービルの戦いを含む主要な遠征の翌年まで続いた。イギリス人に主導され、武装したマスコーギー（クリーク族）、ヤマシー族およびチカソー族は、チョクトー族、ティムクア族およびアパラチー族の犠牲のもとにこれらの紛争を制圧した。後者のインディアン部族たちは、クリーク族やチカソー族よりもいくぶんか穏やかな気質であった。

### ニューイングランドおよびアカディア

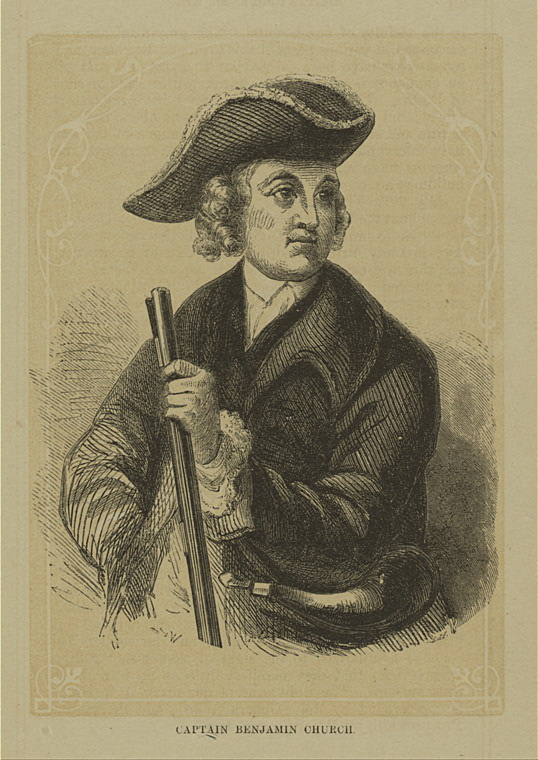
アメリカ・レンジャーの父と見なされるベンジャミン・チャーチ

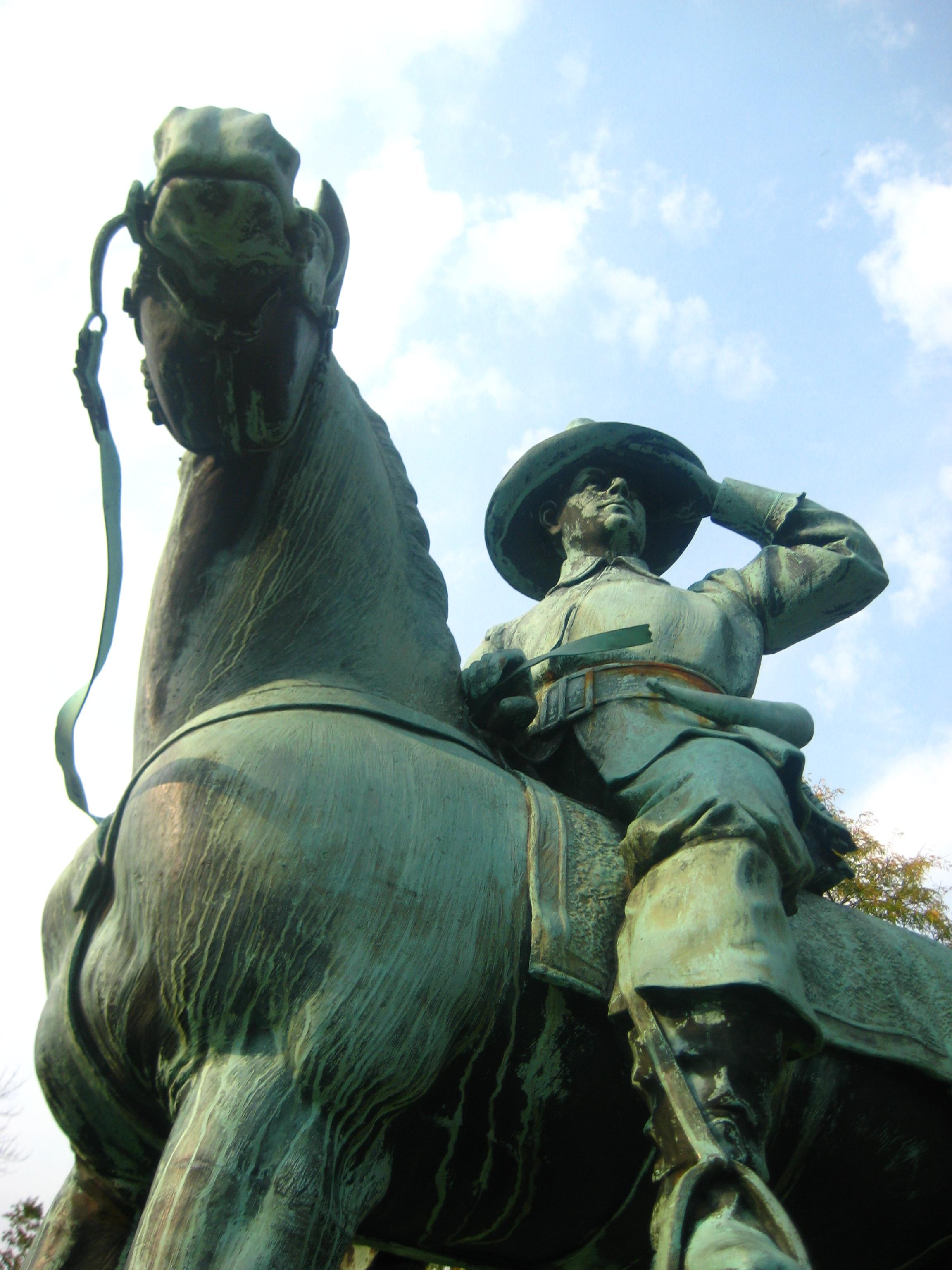
ウォルポールに建てられたこの騎馬像は、アン女王戦争期の士官であるルイス中尉を表している。

1703年、アレクサンドル・ルヌフ・ド・ラ・ヴァリエール・ド・ボーバシンは、数人のフランス系カナダ人および500人のインディアンを率い、ニューイングランド植民地のウェルズからファルマス（現在のメイン州ポートランド）までを攻撃した。彼らは160人以上の移民を殺害もしくは捕虜として連行した。
1704年2月、ジャン＝バティスト・ハーテル・ド・ルヴィルは250人のインディアン（アベナキ族、モホーク族）および50人のフランス系カナダ人を率いてマサチューセッツ湾直轄植民地のディアフィールドを襲撃した。彼らは入植地を破壊し、多くの入植者たちを殺害または捕虜とした。100人を超える捕虜たちはモントリオール近郊のカナワケまで、陸路で北へ数百マイルの距離を連行され、生き残った大部分の子供たちはそこでモホーク族の養子とされた。幾人かの大人は、後の捕虜交換の協議によって交換もしくは解放された。
ニューイングランドの入植者たちはこれらの襲撃に対して効果的に対抗することができず、その報復としてアカディアに対する遠征を行った。対インディアン戦で優れたレンジャーベンジャミン・チャーチに率いられた遠征隊は、グランド・プレ（グランプレ奇襲）やシグネクト、その他のフランス人入植地を襲撃した。フランスの報告ではチャーチがアカディアの首都ポート・ロワイヤルへの攻撃を試みたと主張するが、チャーチの遠征報告では軍議によって攻撃を控えるよう決定したと記述されている。
セバスティアン・ラル神父はノリッジウォークのインディアン部族を唆してニューイングランド人を襲わせたと広く疑われ、マサチューセッツ総督ジョセフ・ダドリーにより賞金首にされた。1705年冬、ウィンスロップ・ヒルトン大佐率いるイギリス兵士275人はラルを捕まえて村を略奪するために派遣されたが、ラル神父は警告を受けて森の中へ逃走、民兵隊は村と教会を燃やすにとどまった。
1705年、フランスの襲撃隊はマサチューセッツ北部に留まり、イギリス人入植者たちは効果的な防備に付くことができなかった。襲撃は防衛軍の準備が整うよりも早く行われ、報復のための襲撃は、その襲撃が行われている間はインディアンのキャンプやイギリス人入植地が空になっているという事を相手に教えるに等しかった。フランスとイギリスの指導者たちが交渉を行う際、この襲撃の応報が一時的に小康状態となることがあったが、それは捕虜の交換などの限定的な成功に留まった。時折フランスが関与したインディアンによる襲撃は戦争の終結まで続いた。

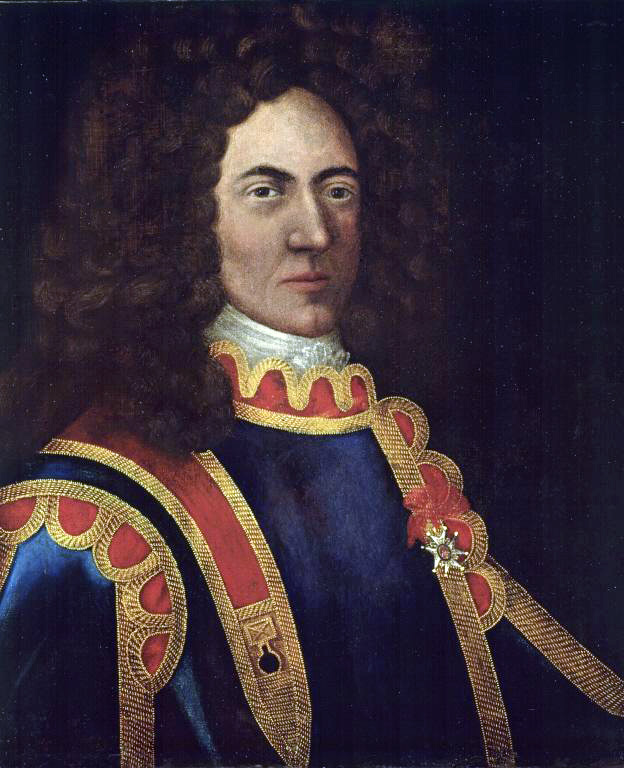
ディアフィールド奇襲とヘイヴァーヒル奇襲を率いたジャン＝バティスト・エルテ・ド・ルーヴィユ

1705年5月、マサチューセッツ知事のジョセフ・ダドリーはポート・ロワイヤルを奪取するための遠征を計画した。ジョン・マーチに率いられた1600人の兵は砦を包囲したが奪取することができず、引き続き行われた8月の遠征も撃退された（ポートロワイヤルの戦い）。これに対応してフランス人はピスカタクォー川にあるニューハンプシャー植民地の大部分を襲撃する野心的な計画を立てた。しかし、インディアンたちの支持を得らなかったため計画の多くは実現せず、代わりにマサチューセッツのヘイブリルの町が襲撃された（ヘイヴァーヒル奇襲）。1709年、ヌーベルフランスの知事フィリップ・ド・リゴー・ド・ヴォードルイユは、ボストンの北の領域の3分の2はフランスとインディアンの襲撃によって放棄されていると報告した。ニューイングランドの入植者たちが彼らの砦に留まって出てこなかったため、フランス人およびインディアンたちは捕虜を取らずに引き返した。
1710年9月、フランシス・ニコルソンに率いられた3,600人のイギリス人および植民地軍は1週間の包囲の後についにポートロワイヤルの占領に成功した（ポートロワイヤルの戦い）。これによって、アカディアの半島部分（現在のノバスコシア州本土）におけるフランスの統治が終了した。しかし、ワベナキ連邦による抵抗はブラッディクリークの戦いやメインの前線などで継続、アカディアの残りの部分（現メイン州東部およびニューブランズウィック州）は未だにニューイングランドとヌーベルフランスの係争地のままだった。

### ケベック遠征

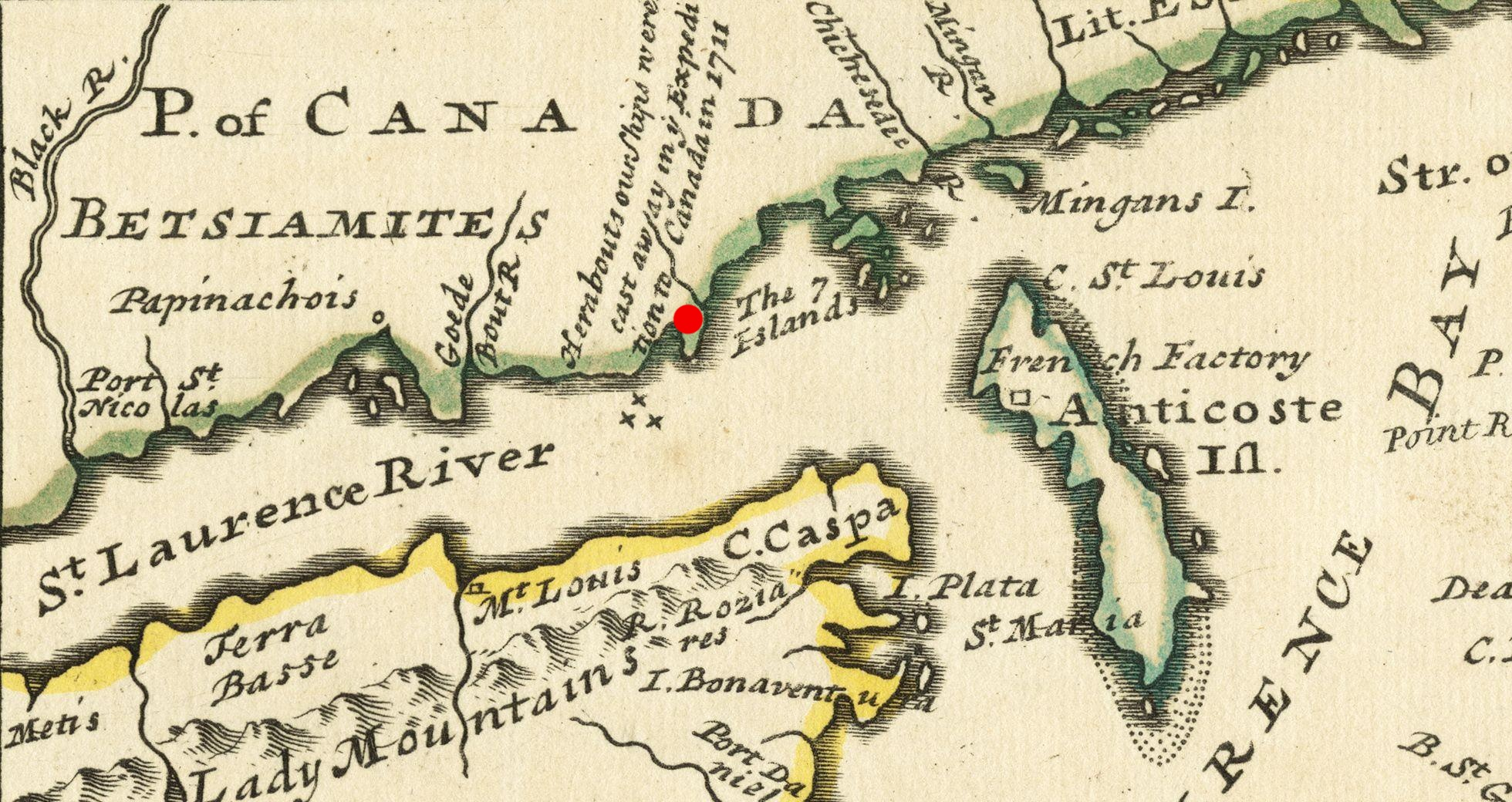
1733年の詳細地図。赤で示されるのがウォーカー遠征隊が遭難した現場。

ヌーベルフランスの中核地域であったカナダにいたフランス人たちはニューヨーク植民地に対する攻撃に反対だった。ヌーベルフランスは17世紀初期から1701年に大いなる和平を結ぶまでの長期に渡りビーバー戦争でイロコイ連邦と交戦しており、彼らはイギリス人よりもむしろイロコイ連邦を刺激することを嫌っていた。ニューヨーク植民地の貿易商たちもまた、その多くがヌーベルフランスの領域を通って行われていたインディアンとの有利な毛皮貿易が妨げられるのを嫌い、ヌーベルフランスを攻撃することに反対だった。ニューヨーク植民地のオールバニーでインディアンのコミッショナーであったピーター・スカイラーは、イロコイ連邦にヌーベルフランスとの戦争への関心を煽ろうとしたが、その努力に反してイロコイ連邦はアン女王戦争の間中立を貫いた。
1709年、いくらかの財政的、実務的な支援をイギリス本土のアン女王から得たフランシス・ニコルソンおよびサミュエル・ヴェッチは、ヌーベルフランスに対する大がかりな攻撃隊を組織した。その計画は、シャンプレーン湖を経由したモントリオールへの陸路による攻撃と、ケベックに対する海軍による海上からの砲撃を含んでいた。陸路による遠征隊はシャンプレーン湖の南部に到達したが、海軍によるケベックへの攻撃が予定通りに行われなかったため、海軍による支援が得られず撤退した。海軍は当初の予定を変更してポルトガルへの支援に回されていた。イロコイ連邦はイギリス軍のこの奮闘に対するあいまいな支援の約束を行ったが、明らかに遠征が失敗しそうになるまで支援を送るのをうまく引き伸ばし続けた。この失敗の後、ニコルソンとスカイラーはイギリス本国の北アメリカでの戦争に対する関心を喚起するため、ヘンドリック王と他の酋長たちを連れてロンドンへと旅立った。インディアンの代表団はロンドンでセンセーションを巻き起こし、アン女王は彼らに謁見の機会を与えた。ニコルソンとスカイラーの努力が実り、1710年、アン女王の支援を得たニコルソンはポートロイヤルの占領に成功した。ニコルソンはこの成功を引っ提げて再びイギリスに戻り、1711年、ケベックへの再攻撃計画に対する支援を取り付けた。
1711年の攻撃計画もまた、陸からの侵攻と海上からの援護射撃を必要としていたが、その実行は失敗に終わった。ホーヴェンデン・ウォーカー提督に率いられた戦列艦15隻および軍隊5000人を運ぶ輸送艦は6月にボストンへと到着した。それらの人員はボストンの人口と同程度に及ぶ規模であり、植民地の戦争準備、資材提供能力に対して大きな重圧となった。7月の末にケベックへと出港した遠征艦隊はセントローレンス湾へ入ったが、霧の中で何隻かは岩の多いセントローレンス川河口近くの沿岸で沈没した。この遭難で700人以上の兵が失われ、ウォーカーはこの遠征を中止した。一方のニコルソンは陸路モントリオールへと出発したが、ジョージ湖に到達した時点でウォーカーの艦隊が遭難したという連絡を受け、彼もまた引き返した。この遠征に際してイロコイ連邦は、イギリス人と共に戦うために数百人の戦士を提供したが、フランス側へも遠征の予告を送っていた。

### ニューファンドランド

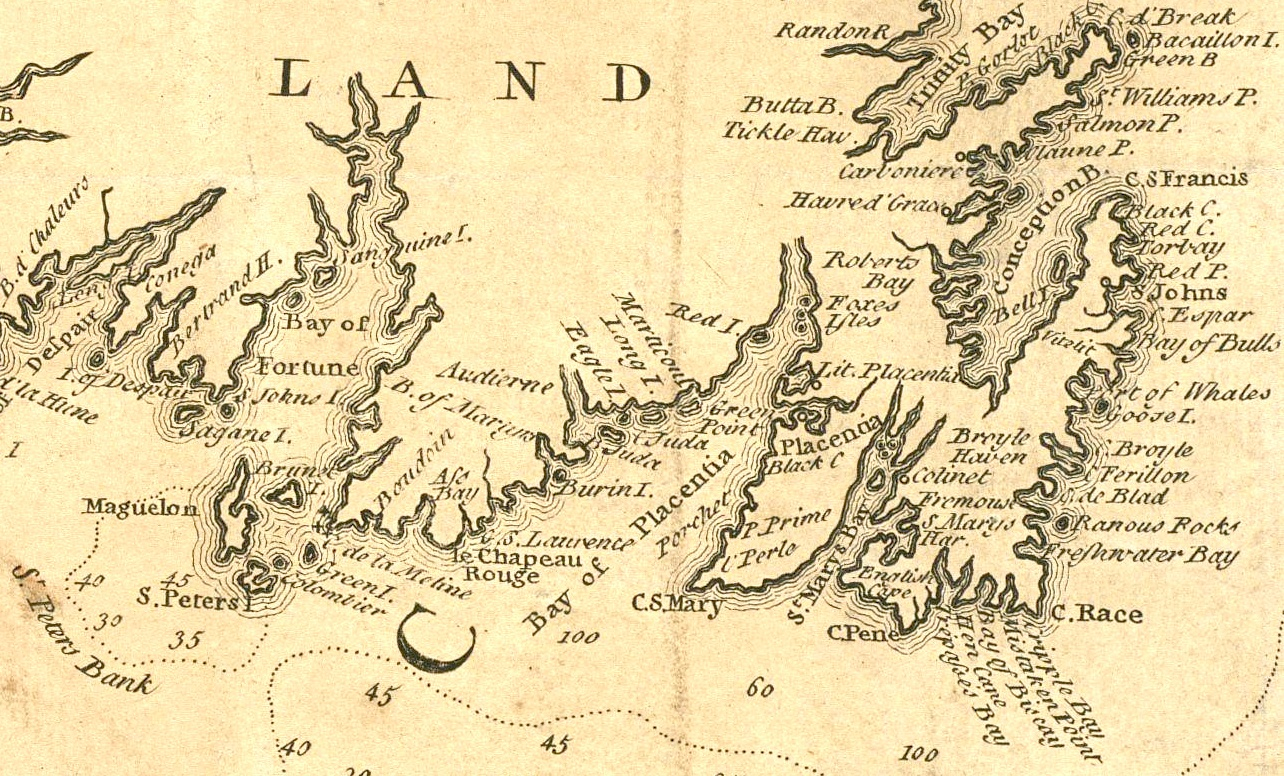
ニューファンドランド島のアバロン半島の詳細地図（1744年）。大部分の紛争はこの地域で起こった。

ニューファンドランド島の沿岸部には、ヨーロッパからの漁師たちによって利用される季節的な小さな入植地が点在していた。フランスはアバロン半島西側のプレゾンス、イギリスはコンセプション湾のセントジョンズをそれぞれ拠点とし、双方ともそれらの町を要塞化した。ウィリアム王戦争の間の1696年から1697年にかけてディベルヴィルはイギリス人入植地の大部分を破壊したが、1702年、この島は再び戦場となった。1702年8月、ジョン・リーク提督に率いられたイギリス艦隊はフランスの入植地を襲撃したが（ニューファンドランド遠征）、フランスの本拠地であったプレゾンスへの攻撃は行われなかった。1705年冬、プレゾンスの知事であったダニエル・ドージェ・ド・スーベルカスは報復攻撃を企図し、フランス軍とミクマク族の混成軍を率いて遠征を行った。彼らはいくつかのイギリス人入植地を破壊し、その後セントジョンズのフォートウィリアムを包囲したが失敗した（セントジョンズ包囲戦）。フランス人および、フランスと同盟を結んでいたインディアン部族は夏の間イギリス人を襲撃し続け、イギリスの施設に対して188,000ポンドに及ぶ損害を与えた。1706年、イギリスは艦隊を送り、島の北海岸にあるフランス人の漁場を破壊した。1708年12月、フランス人、カナダ人およびミクマク族の義勇兵による混成軍はセントジョンズを占領し、要塞を破壊した（セントジョンズの戦い）。しかしながら、彼らは軍を維持するための資源が欠如していたためセントジョンズを放棄し、1709年、セントジョンズはイギリス軍によって再占領された。フランス軍はまたフェリーランドへの遠征も試みたが、イギリス軍の抵抗により成功しなかった。
イギリス艦隊の指揮官は1703年にプレゾンスへの攻撃を計画したが、実行されなかった。1711年、再度プレゾンスへの攻撃が計画されたが、ウォーカー提督によるセントローレンス川河口での災難の余波によって実行されなかった。

### 和平
1712年、イギリスとフランスは休戦を宣言し、最終的な和平協定はその翌年に調印された。フランスはスペイン継承戦争の戦争目的であったフェリペ5世のスペイン王即位を反フランス同盟側に承認させることの代償として講和条件を大幅に譲歩せざるを得ず、1713年のユトレヒト条約のもと、イギリスはアカディア（イギリスによりノバスコシアと改名）、ニューファンドランド島の主権、ハドソン湾地域およびカリブ海に浮かぶセントキッツ島の島々を得た。アカディアの地位は和平交渉の中でもより議論を呼びもう少しで別の新たな戦争が起こるところだったが、最終的に国境線を明記しないままイギリス領とすることで決着し、その代わりフランスは大西洋の漁場を確保するために重要なサンジャン島（現プリンスエドワード島）とケープ・ブレトン島の2島を維持した。フランスはサンジャン島およびケープ・ブレトン島を含むセントローレンス湾の全ての島々を保有することとなり、この地域での漁業権に加えてニューファンドランド島北岸で干物を作る権利を維持した。また、フランスはイロコイ連邦に対するイギリスの宗主権を認め、内陸部のインディアンとの貿易に対して、全ての国を受け入れることを同意した。
フランスは戦争の末期にもアベナキ族に対しニューイングランドでの目標への襲撃を働きかけ続けたが、アベナキ族はすでに戦争につかれていた。しかし、ユトレヒト条約ではインディアン部族の利益が無視され、アベナキ族の一部はニューイングランドの入植者との和平交渉に前向きだった。ダドリー総督はポーツマスで和平会議を開催（ダドリーはポーツマスの総督も務めていた）した。アベナキ族はポーツマスとカスコ湾での会議において、イギリスの「フランスはメイン東部とニューブランズウィック植民地をイギリスに割譲した」とする主張を退けつつ、ケネベック川を境界とすることに同意、また政府が運営する交易所の設置にも同意した。ポーツマス条約は1713年7月13日にワベナキ連邦の一部を代表する8人が批准したが、この条約にはワベナキ連邦の領域に対するイギリスの宗主権を主張する条項が含まれていた。その後の1年間、ほかのアベナキの部族長たちは条約に署名したが、ミクマク族は1726年まで何の条約にも署名しなかった。

## 影響

アン女王戦争後の北アメリカにおけるヨーロッパ諸国の勢力図

### 南部植民地
スペイン領フロリダはこの戦争によって損失した経済や人口を回復することができないまま、後に七年戦争およびフレンチ・インディアン戦争の講和条約として1763年に締結されたパリ条約によってイギリスへと割譲された。大西洋沿岸に移住したインディアンは、この戦争においてイギリスと同盟を結んでいた他のインディアン部族と同様にイギリスの支配に対して苛立ちを覚え、この蓄積された不満は1715年のヤマシー戦争において噴出し、サイスカロライナ植民地に対して多大な脅威をもたらした。スペイン領フロリダの人口が減少したことで当初スペインが自国領であると主張していた領域へのイギリス人の入植が進み、それが1732年のジョージア植民地の設立へとつながった。1711年より始まったタスカローラ戦争において、ノースカロライナのタスカローラ族に対してジェームズ・ムーアは軍事行動を行い（タスカローラ戦争）、その後、彼らの多くは難民となって北へと逃れイロコイ連邦に加わった。
南部のイギリス植民地はこの戦争で高い経済的損害を受け、ほとんど軍事行動に関わらなかった人々もその影響を受けた。ヴァージニア、メリーランドおよびペンシルベニアは、タバコを主要品目とするヨーロッパ市場への製品輸出に関わる出荷コストの上昇によって経済的な打撃を受け、そのうえ複数回の凶作が重なってさらなる損害を受けた。また、サウスカロライナは軍事作戦の資金を調達するために多大な債務を抱え込んだ。

### ニューイングランド
マサチューセッツおよびニューハンプシャーはこの戦争の最前線であったが、被った経済的損害は他の地域と比べ少なかった。造船および貿易の中心市としてのボストンの重要性は、1711年のケベック遠征に際する王室からの軍費支出の恩恵に結びつき、それによって戦争遂行のコストがいくらか相殺された。

### ニューファンドランドおよびアカディア
ニューファンドランドおよびアカディアの喪失により、フランスの大西洋における拠点はケープ・ブレトン島に限定されるようになった。ニューファンドランド島からのフランス人移民はケープ・ブレトン島に移住してイル・ロワイヤル植民地を作り、1719年にはルイブール要塞を建設した。この存在は、ユトレヒト条約によってイギリスが得たニューファンドランド沿岸における漁業権と関係して、フランスとイギリスの漁業関係者間の長期に渡る摩擦を引き起こす結果となり、この問題は18世紀末まで完全には解決されなかった。ニューファンドランドにおける戦争による経済的な損失は厳しく、ニューファンドランド島の海域を通る漁船団が著しく減少したが、和平が確定した直後にイギリスの漁船団の数は回復し始めた。イギリスはニューファンドランド島の海域において以前スペインにされたようにスペインの漁船団の操業を妨害しようとしたが、スペインの船はイギリスの妨害を避けるために船のオーナーをイギリス人であるように偽装し（ストロー・オーナー）、単純に船の国籍を変えることで対応した。

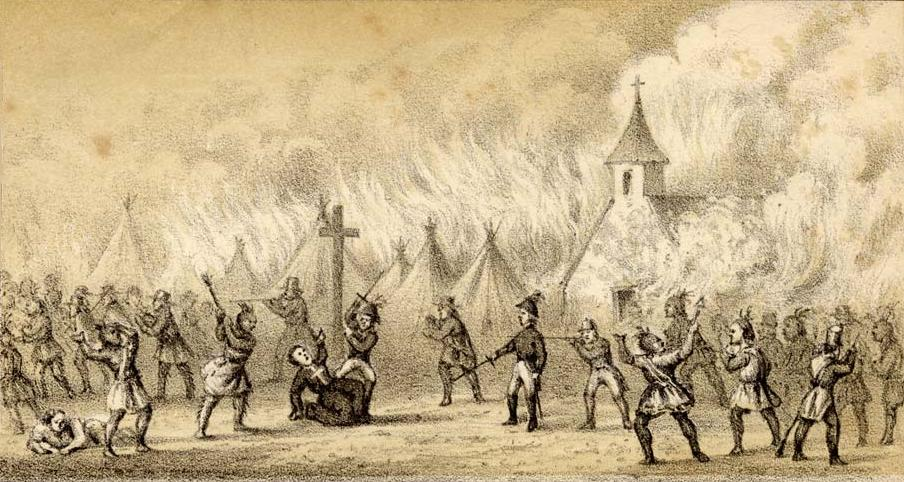
ラル神父戦争中に死亡したフランスのイエズス会士セバスティアン・ラル、1850年代の作品

イギリスによるアカディアの占領はアカディア人とミクマク族のその地での生活において長期的な影響を与えた。イギリスによるノバスコシアの支配ははじめ、フランス人とミクマク族の抵抗活動のリーダーを利用した状態であり、直接的な統治は希薄であった。戦後、イギリスとミクマク族の関係はノバスコシアのみに収まらないイギリスの拡大政策の状況下で発展し、ニューイングランドの人々はさらにユトレヒト条約に反する形でメイン州の沿岸に位置するアベナキ族の領地へと移住しはじめた。アベナキ族もミクマク族もユトレヒト条約において承認されず、それ以降彼らはこれらイギリス人による自分たちの土地への侵略に抵抗した。この対立はフランスの宣教師であるセバスティアン・ラルのような陰謀者によって扇動され、ラル神父戦争（1722年-1727年）へと発展した。
イギリス人および彼らに征服されたアカディア人との関係もまた困難であった。イギリスは幾度となくアカディア人にイギリス王室に対して忠誠を誓うよう要請したが抵抗を受け、結局アカディア人たちはフランスの領域であったイル・ロワイヤル植民地（ケープ・ブレトン島）およびサン・ジャン島（現在のプリンスエドワード島）へと脱出した。1740年代、ジャン＝ルイ・ル・ルートルのようなフランス人指導者たちは、フランスと同盟を結んでいたミクマク族とともにゲリラを組織し、ノバスコシア半島においてプロテスタントの植民地拡大を企図していたイギリスに対して戦争をしかけた（ル・ルートル神父戦争）。
アカディアの国境線上におけるフランスとイギリスとの間の摩擦もまた継続した。ユトレヒト条約における国境線の記述はあいまいであり、フランスでさえ正式な記述は決して行わなかった。フランスはアカディアの半島部分（ケープ・ブレトン島を除く現在のノバスコシア州の範囲）だけが条約に含まれていると主張し、フランスは現在のニューブランズウィック州にあたる地域の権利を保持していた。アカディアに関する議論は1740年代に起こったジョージ王戦争の対立によって再燃し、七年戦争においてイギリスがフランスの持つ北アメリカの領地の全てを征服するまで解決しなかった。

### 貿易
フランス人はユトレヒト条約の通商条項に完全には従わなかった。彼らはイギリスによる遠方のインディアンとの交易を妨害しようと試み、イロコイ連邦の領地にナイアガラ砦を建設した。メキシコ湾沿岸のフランスの植民地は成長を続け、1718年にはニューオーリンズ植民地が設立された。また、フランスはスペイン統治下のテキサスおよびフロリダへと領域を拡大しようと試みたが、最終的に失敗した。フランスの交易網はメキシコ湾へと注ぐ水源に沿って大陸を浸透し、イギリス人およびスペイン人との衝突が再開された。オハイオ川の渓谷を含むミシシッピ川の分岐点で交易網が確立され、それによってフランスはイギリスの交易網およびアパラチア山脈を横断するイギリスの植民地とより多く接触することとなった。この領域上における矛盾した主張は結局、1754年のフレンチ・インディアン戦争の勃発につながった。